# República Rusa
La República Rusa (en ruso: Российская Республика), fue un efímero Estado que controlaba, de jure, el territorio del ex Imperio ruso después de su proclamación por el Gobierno provisional ruso el 1 de septiembrejul. (14 de septiembregreg.) de 1917 en un decreto firmado por Aleksandr Kérenski como ministro-presidente y Aleksandr Zarudny como ministro de Justicia.
El Gobierno de la República Rusa se disolvió por la fuerza el 7 de noviembre de 1917 por la Revolución de Octubre. No obstante, la elección de la Asamblea Constituyente todavía tuvo lugar a finales de noviembre. El 18 de enero de 1918, esta asamblea emitió un decreto proclamando a Rusia una república federal democrática con el nombre de República Federativa Democrática de Rusia, pero fue disuelta ilegalmente por los bolcheviques al día siguiente de la proclamación.
Los bolcheviques también usaron el nombre de República Rusa hasta que se adoptó oficialmente el nombre de República Socialista Federativa Soviética de Rusia en la Constitución de julio de 1918. El término República de Rusia a veces se usa erróneamente para el período comprendido entre la abdicación del emperador Nicolás II el 3 de marzojul./ 16 de marzo de 1917greg. y la declaración de la República en septiembre. Sin embargo, durante ese período el estatus de la monarquía quedó sin resolver.

## Política
Oficialmente, el gobierno de la República era el Gobierno Provisional, aunque el control de facto del país se disputaba entre el gobierno provisional, los sóviets (principalmente el Sóviet de Petrogrado) y varias de las naciones que habían formado parte del Imperio ruso y que buscaban su independencia como, por ejemplo, Finlandia, Ucrania y Polonia. Los soviets eran organizaciones políticas del proletariado y del campesinado, más fuertes en las regiones industriales, y estaban dominados por partidos de izquierda. Los soviets, cuya influencia se complementó con las fuerzas paramilitares, ocasionalmente pudieron rivalizar con el Gobierno Provisional que tenía un aparato estatal ineficaz.[cita requerida]
El control del gobierno sobre las fuerzas armadas fue tenue. Los marineros de la Flota del Báltico, por ejemplo, tenían puntos de vista de extrema izquierda y participaban abiertamente en el activismo político en la capital. Las tendencias derechistas entre los oficiales del ejército también fueron un problema. El intento de Kérenski de despedir al general Lavr Kornílov condujo a un golpe fallido.[cita requerida]

## Instituciones principales
- Consejo Provisional de la República Rusa
- Congreso Panruso de los Soviets
- Gobierno provisional ruso
- Directorio